# Tephrina uralica
Tephrina uralica är en fjärilsart som beskrevs av Eugen Wehrli 1937. Tephrina uralica ingår i släktet Tephrina och familjen mätare. Inga underarter finns listade i Catalogue of Life.